# Tokina
Tokina é uma empresa japonesa que desenvolve e fabrica lentes cinematográficas, fotográficas e sistemas de circuito fechado de televisão, foi fundada por Kawaguchi Denkichi em 1950.

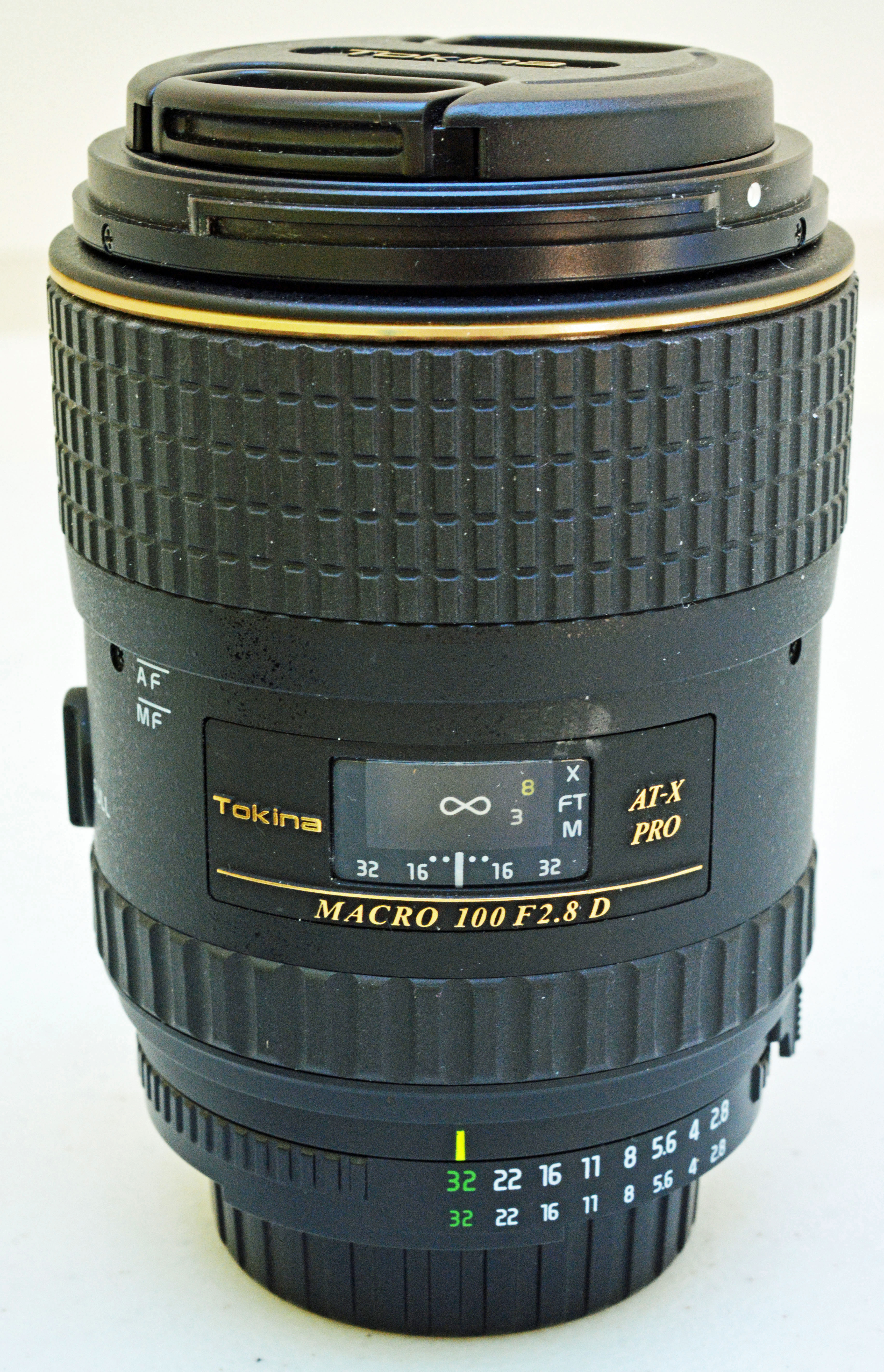
Lente produzida pela Tokina

Sua sede fica na cidade de Machida no Japão.
Em 1 de junho de 2011, fundiu-se com a empresa também japonesa e especializada em equipamentos ópticos Kenko para formar a Kenko Tokina Co., Ltd. e mesmo com a união, a nomenclatura "Tokina" continua sendo usada como uma marca para as lentes intercambiáveis e de cinema.